# سگ‌گردانی در ایران

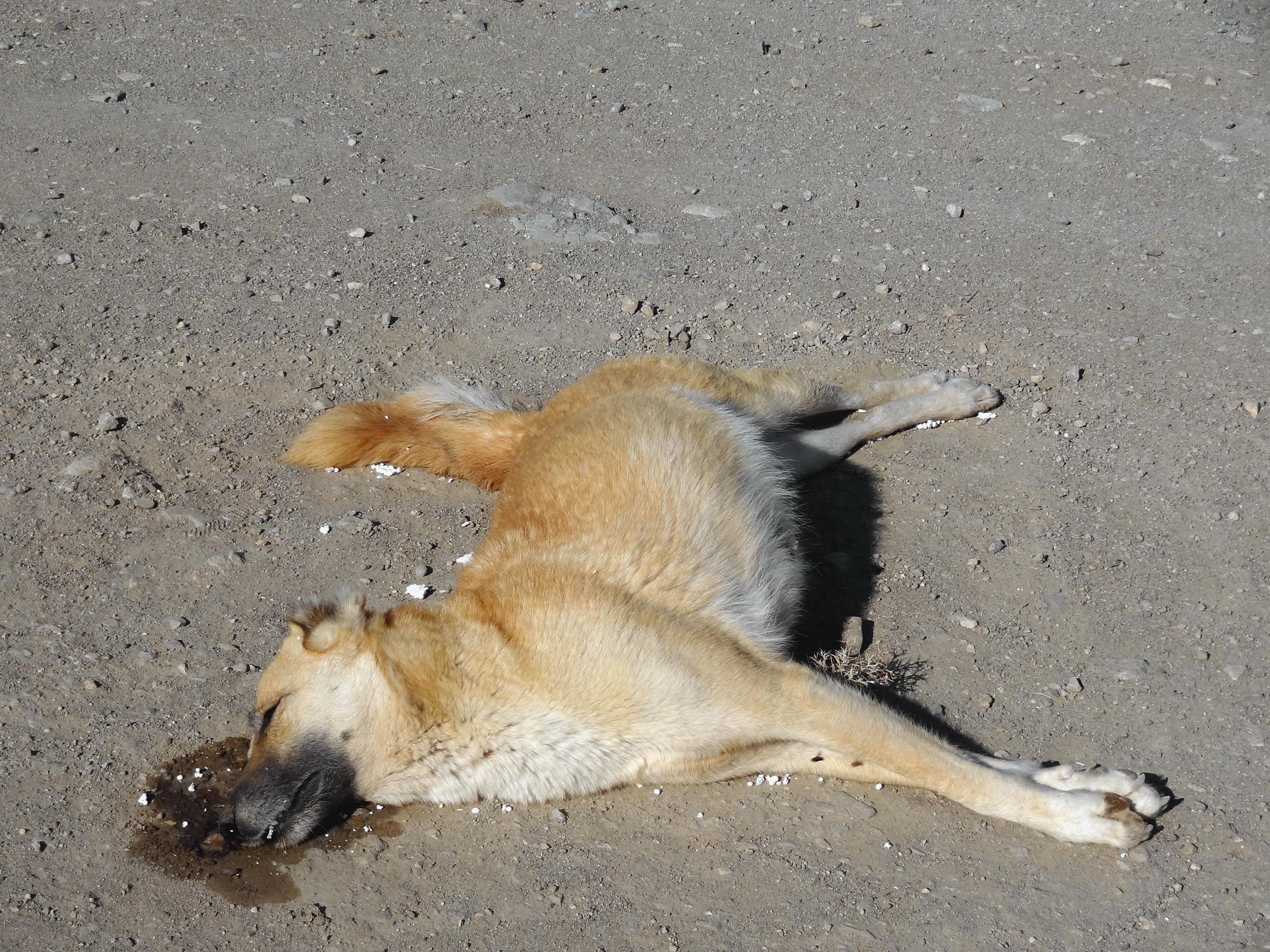
یک سگ کشته‌شده در منطقه پردیسان کلانهشر قم

در ایران، سگ‌گردانی حداقل در ۱۱ شهر ممنوع است که عمدتاً به دلیل تفسیرهای مختلف از مذهب رسمی کشور، یعنی اسلام شیعه، است. این أمر منجر به انتقاد، مقاومت، دستگیری و جریمه بسیاری از ایرانیان شده است. در برخی موارد، شهرداری‌ها در شهرهای بزرگ مانند تهران باعث کشتار سگ‌ها بوده‌اند.

## پیشینه
در ایران، قوانین خاصی برای کنترل و نگهداری حیوانات خانگی، از جمله سگ‌ها، وجود ندارد. علاوه بر فقدان قوانین سختگیرانه برای نگهداری آنها، سگ‌گردانی جرم‌انگاری نشده است. فقدان فرهنگ و مسئولیت‌پذیری از سوی تعداد زیادی از صاحبان حیوانات خانگی، عدم جمع‌آوری فضولات، باز کردن قلاده سگ‌ها، عبور یا ورود به زمین‌های بازی کودکان، نادیده گرفتن نگهداری آنها در آپارتمان‌ها، فقدان قوانین کنترل دقیق، مکان‌های استفاده از آنها و برخوردهای سلیقه‌ای به جای قانون، از جمله مشکلات این حوزه است. در ایران، سگ نگهبان خطرناک دوبرمن هیچ تفاوتی با سگ کوچک گلدن رتریور ندارد زیرا هیچ‌کدام از آنها شامل قانونی نمی‌شوند.

## قوانین

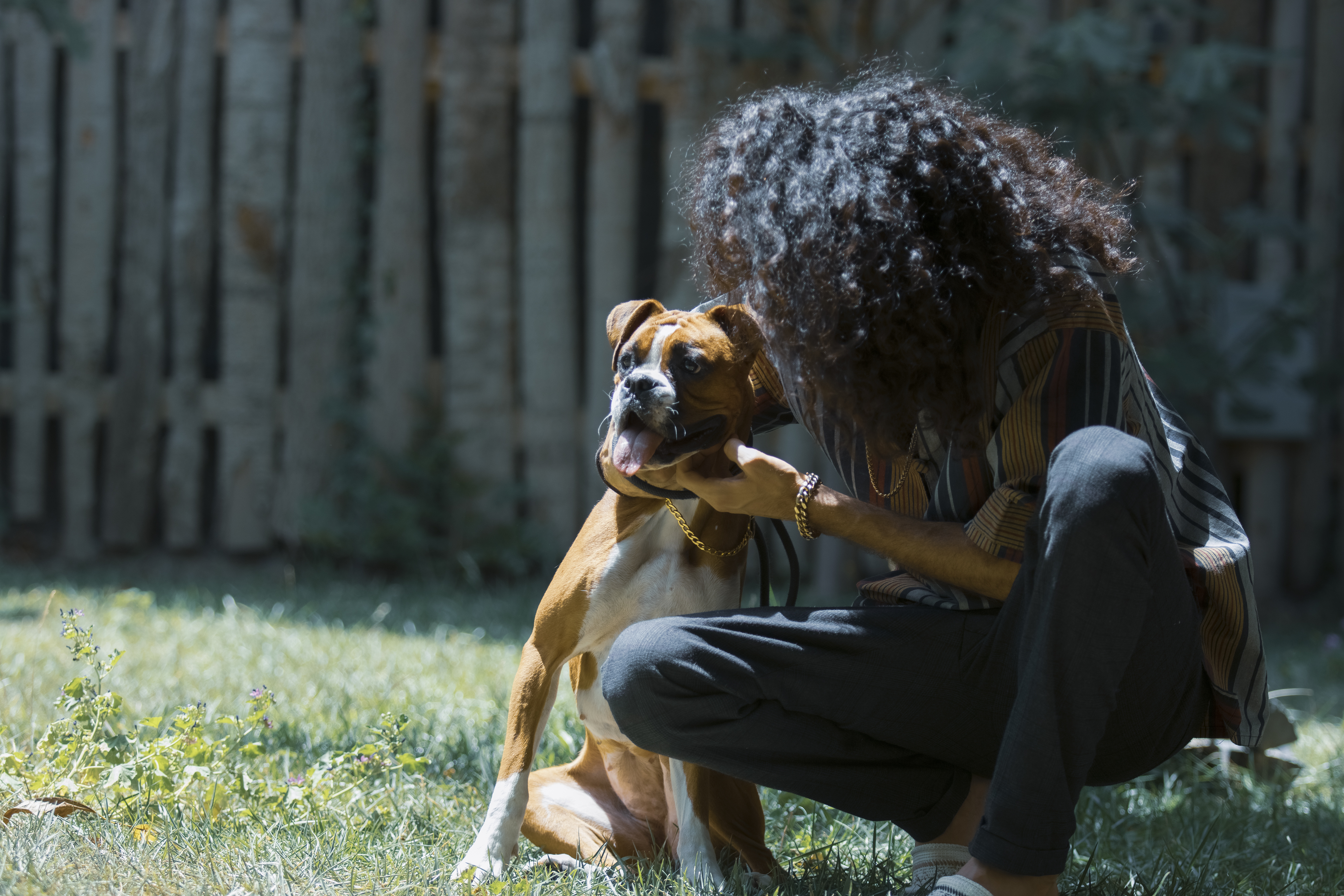
یک سگ باکسر به همرا صاحبش در پارکی در تهران

قوه قضائیه جمهوری اسلامی ایران ممنوعیت سگ‌گردانی را در برخی استان‌های کشور اعلام کرده است. بررسی دستورهای دادستانی در استان‌های مختلف نشان می‌دهد که این ممنوعیت در معابر عمومی، پارک‌ها و وسایل نقلیه اعمال خواهدشد. نگهداری سگ یا حیوان‌های خانگی به‌طور کلی ممنوع نشده است. با این حال، مشخص نیست که چگونه سگی را می‌توان در خانه نگهداری کرد. طبق آماری که سال گذشته توسط یک خبرگزاری دولتی منتشر شد، در حال حاضر از هر ۱۰ ایرانی یک نفر حیوان خانگی دارد که از این بین سگ‌ها و گربه‌ها محبوب‌ترین هستند. موضوع مبارزه با سگ‌گردانی از طریق مجاری انتظامی و قضایی حداقل بیش از یک دهه قدمت دارد. مبارزه با سگ‌گردانی بخشی از طرح امنیت اجتماعی در اوایل دهه ۸۰ بود. پس از آن، این ممنوعیت در چندین مقطع اعلام شد و درگیری‌هایی وجود داشت، اما معمولاً طرح‌های مذکور ادامه نمی‌یافت. از سوی دیگر، افزایش نگهداری حیوان‌های خانگی در ۱۵ سال گذشته نشان می‌دهد که این طرح‌ها لزوماً به نتیجه نمی‌رسند.

## واکنش

### شکایت‌های مردمی

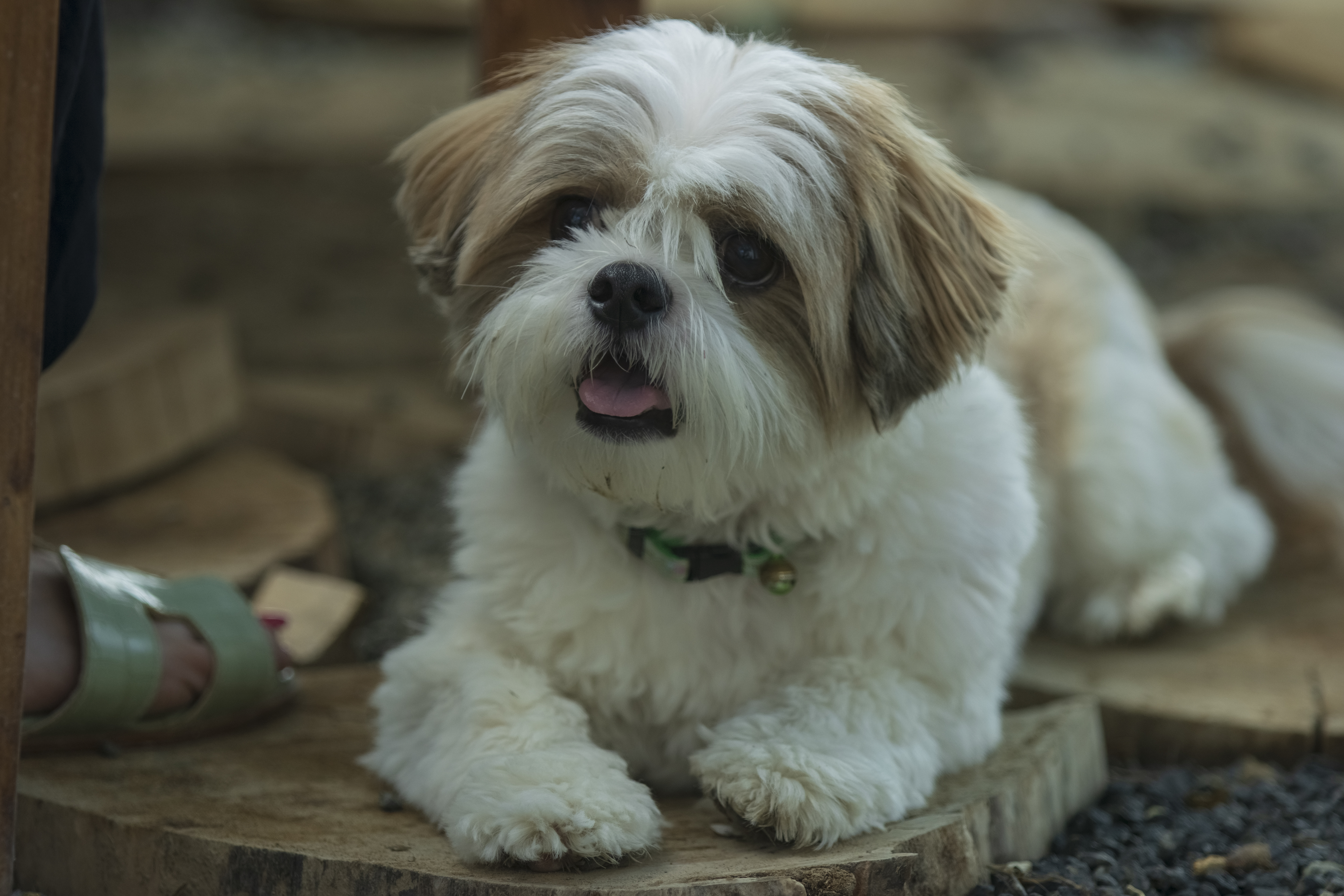
یک سگ شیتزو خانگی در مشهد

مقام‌های قضایی تأکید می‌کنند که شکایت‌های متعدد مردم در این مورد منجر به اعلام ممنوعیت و اقدام‌های آتی شده است. تجربه زندگی در شهرهای بزرگ نشان می‌دهد که علاقه افراد از گروه‌های مختلف اجتماعی به نگهداری حیوان‌های خانگی از جمله سگ افزایش یافته است و البته بسیاری از موارد بدیهی مربوط به این علاقه توسط آنها رعایت نمی‌شود. تجربه‌های شخصی در این زمینه نیز نشان می‌دهد که اعتراض افراد به یکدیگر در این زمینه اغلب منجر به ناراحتی صاحب حیوان می‌شود. چندی پیش، تصویری در شبکه‌های اجتماعی وایرال شد که در آن دختری دو سگ خانگی را در زمین بازی کودکان روی تاب گذاشته و از آنها عکس گرفته است. تصویری با متنی محبت‌آمیز که با واکنش‌های بسیار شدیدی مواجه شد. در ۲۵ خرداد ۱۴۰۳، در پارکی در مشهد، یک مأمور امنیتی به فردی در مورد سگش هشدار داد و فرد مورد نظر را به شدت مورد ضرب و شتم قرار داد.